# Jonas Otter (sångare)
Jonas Fredrik Otter, ursprungligen Lindkvist, född 21 juli 1965 i Stockholm, är en svensk sångare och låtskrivare. Mellan 1998 och 2017 var han gift med Åsa Jinder.
Otter gav ut sitt första album våren 2007, Hospice for Romantic Hearts, med bland annat singeln "When Love Says Goodbye", som är en duett med sångerskan Tone Norum. Album nummer två kom 2009 och innehåller en duett med Anne-Lie Rydé. Otter har även gjort en duett, Wrong Side Of The Stick, med sångerskan Amber Digby från Texas. I oktober 2017 släppte han sitt fjärde album, Mud In My Blood, där han bland annat sjunger en duett tillsammans med Tone Norum. Gladys del Pilar och Blossom Tainton är andra artister som medverkar på detta album.

## Diskografi
- 2017: Mud In My Blood
- 2013: Blue is the color of my heart
- 2009: What will the neighbors say?
- 2007: Hospice for Romantic hearts

## Priser och utmärkelser
- 2007:  Första plats på country-SM i Sälen